# Múláj Hánúszí
Múláj ádrísz ál-HánúszÍ (arabul: مولاي إدريس الخنوسي;) (Fez, 1939. június 21. –) marokkói válogatott labdarúgó.

## Pályafutása

### Klubcsapatban
1958 és 1974 között a Magreb AS játékosa volt. 

### A válogatottban
1963 és 1970 között 35 alkalommal szerepelt a marokkói válogatottban és 2 gólt szerzett. Részt vett az 1964. évi nyári olimpiai játékokon és az 1970-es világbajnokságon.

## Sikerei
Magreb AS
- Marokkói bajnok (1): 1964–65

## Külső hivatkozások
- Múláj Hánúszí – a FIFA adatbázisában
- Múláj Hánúszí adatlapja a National-Football-Teams.com oldalon (angolul)

- Múláj Hánúszí adatlapja a worldfootball.net oldalon (angolul)